# Nyctimene cephalotes
Nyctimene cephalotes là một loài động vật có vú trong họ Dơi quạ, bộ Dơi. Loài này được Pallas mô tả năm 1767.